# Чемпионат Украины по самбо 2021
Чемпионат Украины по самбо 2021 года прошёл в Луцке 5-6 марта. В соревнованиях приняли участие 350 спортсменов, которые представляли 20 регионов страны. Чемпионат был отборочным для участия в чемпионате Европы, который прошёл на Кипре в мае 2021 года.

## Медалисты

### Мужчины
| Весовая категория | Золото              | Серебро              | Бронза                            |
| ----------------- | ------------------- | -------------------- | --------------------------------- |
| до 53 кг          | Даниил Грушев       | Игорь Черняк         | Денис Артымчук Сергей Шпак        |
| до 58 кг          | Андрей Лайщук       | Юрий Яремчук         | Герман Иващенко Андрей Мармыль    |
| до 64 кг          | Дмитрий Евдошенко   | Константин Ноткин    | Артур Горбунов Владимир Гучков    |
| до 71 кг          | Роман Труш          | Кирилл Мельниченко   | Анатолий Хмелюк Исаков Сергей     |
| до 79 кг          | Александр Мирончук  | Михаил Свидрак       | Сергей Наумов Владислав Коломиец  |
| до 88 кг          | Алексей Ниженко     | Станислав Сергийчук  | Игорь Книш Роман Конторовский     |
| до 98 кг          | Ярослав Давыдчук    | Алексей Моисеев      | Сергей Молодых Даниил Гололобов   |
| свыше 98 кг       | Александр Гордиенко | Станислав Бондаренко | Антон Плахотник Владислав Березка |

### Женщины
| Весовая категория | Золото              | Серебро           | Бронза                             |
| ----------------- | ------------------- | ----------------- | ---------------------------------- |
| до 47 кг          | Дарья Чугайнова     | Анастасия Сыкиш   | Марьяна Гавриляк Анастасия Юрчак   |
| до 50 кг          | Мария Буёк          | Алла Бегеба       | Анастасия Безотосная Алина Пащук   |
| до 54 кг          | Кристина Бондарь    | Снежана Плиш      | Яна Волошинюк Екатерина Мартыненко |
| до 59 кг          | Анастасия Шевченко  | Валерия Бирюченко | София Бординских Виктория Мудрик   |
| до 65 кг          | Юлия Гребеножко     | Елена Сайко       | Марина Сенько Елена Кравченко      |
| до 72 кг          | Екатерина Москалёва | Наталья Смаль     | Анна Охрименко Наталия Чистякова   |
| до 80 кг          | Галина Ковальская   | Валерия Захаревич | Елена Колесник Наталия Холод       |
| свыше 80 кг       | Анастасия Комович   | Маргарита Белкова | Иванна Юзефович Елизавета Моренко  |

### Боевое самбо
| Весовая категория | Золото             | Серебро            | Бронза                           |
| ----------------- | ------------------ | ------------------ | -------------------------------- |
| до 53 кг          | Денис Артымчук     | Артём Кириченко    | Антон Паламарчук Богдан Смоляк   |
| до 58 кг          | Богдан Бабенко     | Андрей Мармыль     | Владимир Мартынюк Захар Люлин    |
| до 64 кг          | Андрей Кучеренко   | Александр Воропаев | Виктор Стасов Алексей Бондаренко |
| до 71 кг          | Дмитрий Власюк     | Максим Дудяк       | Даниил Гомела Максим Бухалюк     |
| до 79 кг          | Владислав Руднев   | Вадим Бурчак       | Иван Голяченко Павел Хараберюш   |
| до 88 кг          | Пётр Давыденко     | Александр Духневич | Станислав Василюк Вадим Лось     |
| до 98 кг          | Анатолий Волошинов | Даниил Белоусов    | Дмитрий Кабанец Богдан Гнидко    |
| свыше 98 кг       | Размик Тоноян      | Евгений Панюхно    | Роман Горошкевич                 |

### Командный зачёт
1. Киев;
2. Харьковская область;
3. Ивано-Франковская область.